# 追手門学院大学の人物一覧
追手門学院大学の人物一覧（おうてもんがくいんだいがくのじんぶついちらん）は、追手門学院大学に関係する人物の一覧記事。

## 著名な教職員
- 竹村健一 - 作家、評論家、元追手門学院大学英文科助教授
- 大畑大介 - 元ラグビー日本代表、現役引退後の2012年から地域文化創造機構の客員特別教授に就任。
- 巽樹理 - 2000年シドニーオリンピック、アテネオリンピックアーティスティックスイミング日本代表
- 三成美保 - 法学者、社会学者
- 赤枝香奈子 - 社会学者

## OB・OG

### 政界
- 大塚高司 - 政治家、元衆議院議員、自由民主党
- 室井邦彦 - 政治家、元参議院議員、日本維新の会
- 高見裕一 - 政治家、元参議院議員、日本新党・さきがけ
- 土井一憲 - 政治家、元四條畷市長
- 遠藤良太 - 政治家、衆議院議員、日本維新の会

### 財界
- 藤尾政弘  - フジオフードシステム創業者・代表取締役社長
- 村濱章司 - GONZO代表取締役（中途退学）
- 田中大  - 株式会社思文閣代表取締役（中途退学）、開運!なんでも鑑定団鑑定士
- 大木隆太郎  - 株式会社MYALL代表取締役会長、オスカープロモーション所属

### 研究者・学者
- 浅川智恵子 - 日本アイ・ビー・エムフェロー

### 文学
- 宮本輝 - 作家
- 汀こるもの - 小説家
- 蔵元三四郎 - 脚本家
- 北林佐和子 - 脚本・演出家
- 八木たかお - 放送作家
- 落合真司 - 音楽ライター
- 戸島壮太郎 - 音響監督
- 尾野灯 - ライトノベル作家

### 芸術
- 須藤秀澤 -　写真家、英国王立写真協会会員

### 芸能
- 藤原丈一郎 - アイドル、なにわ男子メンバー
- 六車奈々 - 女優、タレント、昼ドラ「病院へ行こう!」の主役
- 円広志 - 歌手、タレント、作曲家
- 伊地知温子 - 電子オルガン奏者、タレント
- 高山厳 - 演歌歌手
- 松澤浩明 - 日本のギタリスト
- 大狸ぽんぽこ - お笑いコンビ、シンプルメンバー
- ヤナギブソン - コントユニット「ザ・プラン9」メンバー
- 藤井ペイジ - お笑いコンビ、飛石連休メンバー
- セイワ太一 - お笑いコンビ、エルシャラカーニメンバー
- 原田千弘 - ミュージカル俳優
- 中川慶一 - 声優
- 東哲平 - DJ・パーソナリティ・ナレーター・声優
- 橋本梨菜 - グラビアアイドル

### スポーツ
- 渡辺二郎 - 元プロボクサー
- 赤林檎 - プロボクサー
- 田口亜希 - アテネ、北京、ロンドンパラリンピック射撃日本代表
- 織田憲子 - 元フィギュアスケート選手、現織田信成の専任コーチ
- 中西大輔 - サイクリスト、植村直己冒険賞受賞
- 巽樹理 - 元アーティスティックスイミング選手。2000年シドニーオリンピック、2004年アテネオリンピック、女子チーム銀メダリスト。
- 吉田胡桃 - アーティスティックスイミング選手。2016年リオデジャネイロオリンピック、女子チーム銅メダリスト。
- 中牧佳南 - アーティスティックスイミング選手。リオデジャネイロオリンピック、女子チーム銅メダリスト。
- 福島わさな - 女子ラグビー選手、女子ラグビーワールドカップ2017ラグビー女子日本代表